# Andorra az 1998. évi téli olimpiai játékokon
Andorra a japán Naganóban megrendezett 1998. évi téli olimpiai játékok egyik részt vevő nemzete volt. Az országot az olimpián 1 sportágban 3 sportoló képviselte, akik érmet nem szereztek.

## Alpesisí
Férfi
| Versenyző     | Versenyszám            | 1. futam      | 1. futam      | 2. futam      | 2. futam      | Összesítés    | Összesítés    |
| Versenyző     | Versenyszám            | Idő           | Hely.         | Idő           | Hely.         | Idő           | Helyezés      |
| ------------- | ---------------------- | ------------- | ------------- | ------------- | ------------- | ------------- | ------------- |
| Gerard Escoda | Műlesiklás             | nem ért célba | nem ért célba | kiesett       | kiesett       | kiesett       | kiesett       |
| Gerard Escoda | Óriás-műlesiklás       | 1:25,23       | 33.           | nem ért célba | nem ért célba | kiesett       | kiesett       |
| Victor Gómez  | Műlesiklás             | nem ért célba | nem ért célba | kiesett       | kiesett       | kiesett       | kiesett       |
| Victor Gómez  | Óriás-műlesiklás       | 1:25,07       | 31.           | nem ért célba | nem ért célba | kiesett       | kiesett       |
| Victor Gómez  | Szuperóriás-műlesiklás |               |               |               |               | nem ért célba | nem ért célba |

Női
| Versenyző  | Versenyszám      | 1. futam      | 1. futam      | 2. futam | 2. futam | Összesítés | Összesítés |
| Versenyző  | Versenyszám      | Idő           | Hely.         | Idő      | Hely.    | Idő        | Helyezés   |
| ---------- | ---------------- | ------------- | ------------- | -------- | -------- | ---------- | ---------- |
| Vicky Grau | Műlesiklás       | 48,41         | 28.           | 49,28    | 17.      | 1:37,69    | 19.        |
| Vicky Grau | Óriás-műlesiklás | nem ért célba | nem ért célba | kiesett  | kiesett  | kiesett    | kiesett    |